# Aleksandr Gouliavtsev
Aleksandr Viatcheslavovitch Gouliavtsev - en russe : Александр Вячеславович Гулявцев (Aleksandr Vâčeslavovič Gulâvcev) et en anglais : Aleksandr Gulyavtsev - (né le 3 mai 1973 à Perm en République socialiste fédérative soviétique de Russie) est un joueur professionnel russe de hockey sur glace. Il évolue au poste d'attaquant.

## Biographie

### Carrière en club
Formé au Molot Prikamie Perm, il débute en senior dans la Vyschaïa liga en 1990. Deux ans plus, il découvre la Superliga. Il s'est illustré sur une ligne d'attaque qu'il compose avec Nikolaï Bardine et Ievgueni Akhmetov. Il reste avec l'équipe jusqu'en 2001. Il porte ensuite les couleurs du Neftekhimik Nijnekamsk, du Metallourg Magnitogorsk et du Severstal Tcherepovets. Il remporte la Vyschaïa liga 2004 avec le Molot. En 2007, il signe à l'Avtomobilist Iekaterinbourg. Il a été entraîneur joueur en 2009 et capitaine en 2010. Son numéro 15 a été retiré par l'Avtomobilist le 3 février 2011, le jour de sa retraite de joueur. Il est accroché dans le KRK Ouralets.

### Carrière internationale
Il représente la Russie au niveau international. Il a participé aux sélections jeunes.

## Trophées et honneurs personnels

### Vyschaïa Liga
- 2004 : meilleur pointeur des séries éliminatoires.
- 2004 : meilleur passeur des séries éliminatoires.

## Statistiques
| Saison    | Équipe                      | Ligue         |    | Saison régulière | Saison régulière | Saison régulière | Saison régulière | Saison régulière |    | Séries éliminatoires | Séries éliminatoires | Séries éliminatoires | Séries éliminatoires | Séries éliminatoires |
| Saison    | Équipe                      | Ligue         | PJ | B                | A                | Pts              | Pun              | PJ               | B  | A                    | Pts                  | Pun                  |                      |                      |
| 1990-1991 | Molot Prikamie Perm         | Vyschaïa Liga | 10 | 2                | 2                | 4                | 4                |                  |    |                      |                      |                      |                      |                      |
| 1991-1992 | Molot Prikamie Perm         | Vyschaïa Liga | 50 | 6                | 15               | 21               | 26               |                  |    |                      |                      |                      |                      |                      |
| 1992-1993 | Molot Prikamie Perm         | Superliga     | 36 | 6                | 4                | 10               | 26               |                  |    |                      |                      |                      |                      |                      |
| 1993-1994 | Molot Prikamie Perm         | Superliga     | 25 | 1                | 5                | 6                | 16               |                  |    |                      |                      |                      |                      |                      |
| 1994-1995 | Molot Prikamie Perm         | Superliga     | 51 | 15               | 9                | 24               | 64               | --               | -- | --                   | --                   | --                   |                      |                      |
| 1995-1996 | Molot Prikamie Perm         | Superliga     | 49 | 13               | 9                | 22               | 35               |                  |    |                      |                      |                      |                      |                      |
| 1996-1997 | Molot Prikamie Perm         | Superliga     | 24 | 3                | 0                | 3                | 8                |                  |    |                      |                      |                      |                      |                      |
| 1997-1998 | Molot Prikamie Perm         | Superliga     | 44 | 13               | 15               | 28               | 55               |                  |    |                      |                      |                      |                      |                      |
| 1998-1999 | Molot Prikamie Perm         | Superliga     | 37 | 13               | 20               | 33               | 28               | 2                | 1  | 0                    | 1                    | 0                    |                      |                      |
| 1999-2000 | Molot Prikamie Perm         | Superliga     | 33 | 22               | 16               | 38               | 44               |                  |    |                      |                      |                      |                      |                      |
| 2000-2001 | Molot Prikamie Perm         | Superliga     | 36 | 14               | 20               | 34               | 28               |                  |    |                      |                      |                      |                      |                      |
| 2001-2002 | Neftekhimik Nijnekamsk      | Superliga     | 21 | 2                | 3                | 5                | 16               |                  |    |                      |                      |                      |                      |                      |
| 2002-2003 | Neftekhimik Nijnekamsk      | Superliga     | 20 | 2                | 4                | 6                | 14               | --               | -- | --                   | --                   | --                   |                      |                      |
| 2002-2003 | Metallourg Magnitogorsk     | Superliga     | 10 | 1                | 1                | 2                | 2                | 2                | 0  | 0                    | 0                    | 2                    |                      |                      |
| 2003-2004 | Molot Prikamie Perm         | Vyschaïa Liga | 34 | 14               | 21               | 35               | 18               | 14               | 4  | 11                   | 15                   | 2                    |                      |                      |
| 2004-2005 | Molot Prikamie Perm         | Superliga     | 22 | 4                | 6                | 10               | 40               | --               | -- | --                   | --                   | --                   |                      |                      |
| 2004-2005 | Severstal Tcherepovets      | Superliga     | 19 | 2                | 7                | 9                | 6                | --               | -- | --                   | --                   | --                   |                      |                      |
| 2005-2006 | Severstal Tcherepovets      | Superliga     | 35 | 6                | 10               | 16               | 18               | 4                | 0  | 1                    | 1                    | 0                    |                      |                      |
| 2006-2007 | Severstal Tcherepovets      | Superliga     | 33 | 4                | 5                | 9                | 43               | 4                | 1  | 1                    | 2                    | 2                    |                      |                      |
| 2007-2008 | Avtomobilist Iekaterinbourg | Vyschaïa Liga | 44 | 16               | 9                | 25               | 2                | 12               | 4  | 6                    | 10                   | 3                    |                      |                      |
| 2008-2009 | Avtomobilist Iekaterinbourg | Vyschaïa Liga | 40 | 20               | 30               | 50               | 14               |                  |    |                      |                      |                      |                      |                      |
| 2009-2010 | Avtomobilist Iekaterinbourg | KHL           | 45 | 9                | 19               | 28               | 30               | 4                | 0  | 1                    | 1                    | 0                    |                      |                      |
| 2010-2011 | Avtomobilist Iekaterinbourg | KHL           | 45 | 9                | 17               | 26               | 30               |                  |    |                      |                      |                      |                      |                      |

### En équipe nationale
| Année | Équipe | Compétition                 |   | PJ | B | A | Pts | Pun | +/-           |  | Résultat |
| 1993  | Russie | Championnat du monde junior | 6 | 1  | 3 | 4 |     | 2   | Sixième place |  |          |